# Magny-sur-Tille
Magny-sur-Tille – miejscowość i gmina we Francji, w regionie Burgundia-Franche-Comté, w departamencie Côte-d’Or.
Według danych na rok 1990 gminę zamieszkiwało 576 osób, a gęstość zaludnienia wynosiła 55 osób/km² (wśród 2044 gmin Burgundii Magny-sur-Tille plasuje się na 405. miejscu pod względem liczby ludności, natomiast pod względem powierzchni na miejscu 900.).